# Chiesa di Santa Margherita Vergine e Martire (Riva del Po)
La chiesa di Santa Margherita Vergine e Martire è la parrocchiale di Cologna, frazione di Riva del Po. Risale al XIII secolo.

## Storia
Secondo alcune fonti la prima pietra del tempio sarebbe stata posta da Guglielmo d'Este, vescovo della diocesi di Adria, nel 1253.
Quindi questo luogo di culto edificato a Cologna con dedicazione a Santa Margherita risale al XIII secolo e inizialmente, dal punto di vista della giurisdizione ecclesiastica, fece parte della diocesi di Adria e solo in un secondo momento passò all'arcidiocesi di Ravenna.
Nacque come arcipretura e, pur appartenendo al territorio della provincia di Ferrara, rimase a lungo nell'arcidiocesi di Ravenna per la sua parte più a nord e vicina al Po. A partire dal 19 aprile 1966 si registrò il suo passaggio definitivo all'arcidiocesi di Ferrara.
Attorno al 1868 l'edificio originale venne ritenuto inadeguato per le esigenze dell'aumentata popolazione e si decise la sua ricostruzione sul medesimo sito in forme più ampie e moderne. Il progetto venne affidato a Ludovico Cottica.
Durante gli anni settanta fu oggetto di restauri conservativi che riguardarono le parti esterne della facciata, della torre campanaria e della canonica e gli ultimi interventi sull'edificio si sono avuti nel 2000.

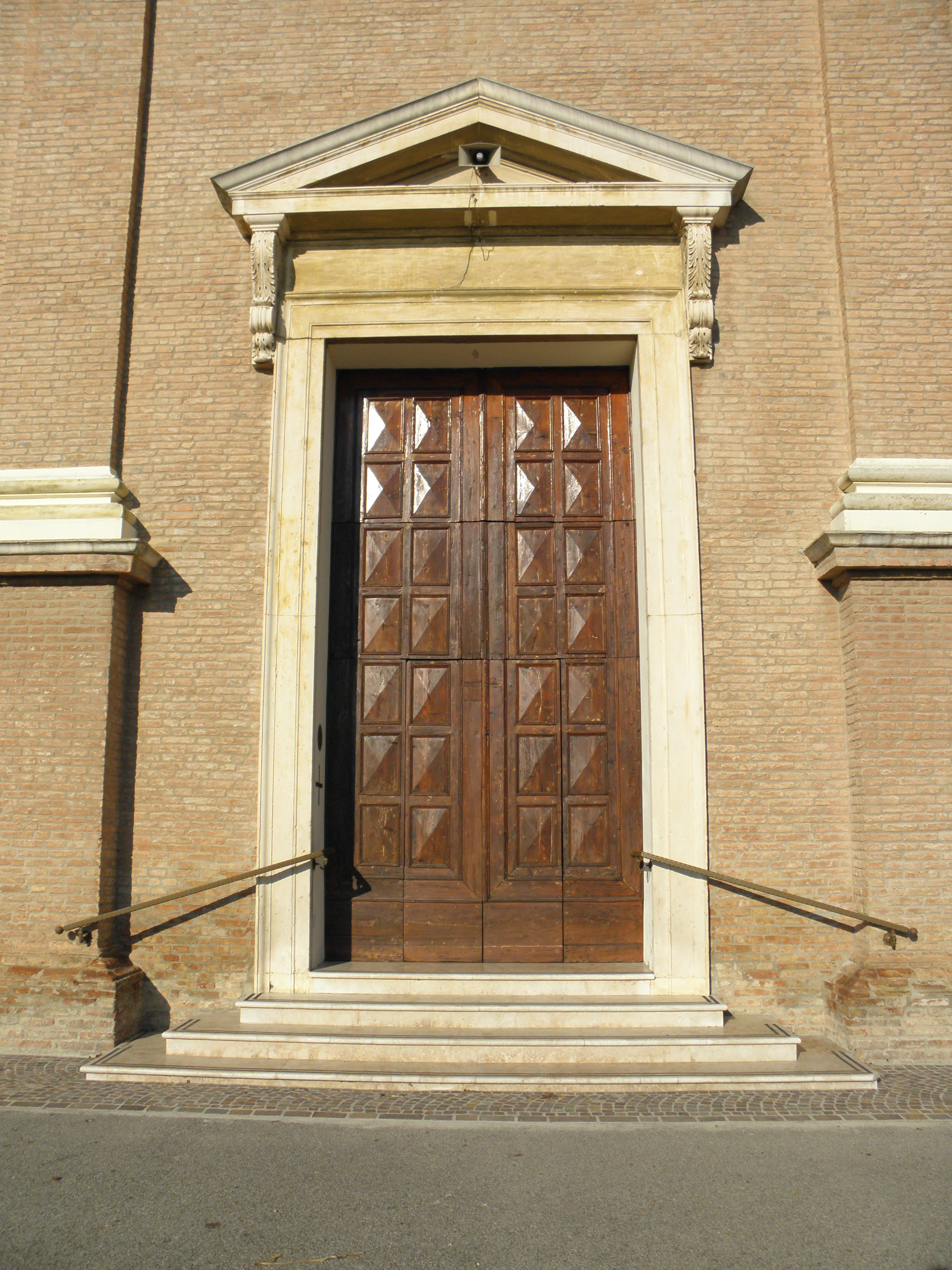
Portale di accesso sulla facciata.

## Descrizione
Davanti al prospetto principale c'è un ampio sagrato. La facciata si presenta in forme neoclassiche con quattro lesene corinzie ed è completata da un grande frontone triangolare. Il suo orientamento è verso sud. Il portale ripropone i motivi neoclassici dell'insieme e nella parte alta del prospetto si trova una grande finestra vetrata rotonda. Di lato all'edificio, sulla destra, si trova la canonica di grandi dimensioni.
L'interno è a navata unica molto ampia con copertura a botte e cinque cappelle laterali per ogni fiancata. Subito dopo l'accesso principale si apre la porta per l'ingresso in canonica e una seconda porta, spostata verso la parte posteriore della sala, permette di entrare nella sacrestia. Dal presbiterio, leggermente rialzato, è possibile arrivare ad una piccola cappella che non è più in uso. La pavimentazione della sala, che è stata rinnovata in tempi recenti attorno al 1977, è in grandi piastre quadrate di marmo rosso e bianco disposto in modo obliquo rispetto alle pareti.